# ミヒャエル・グロース

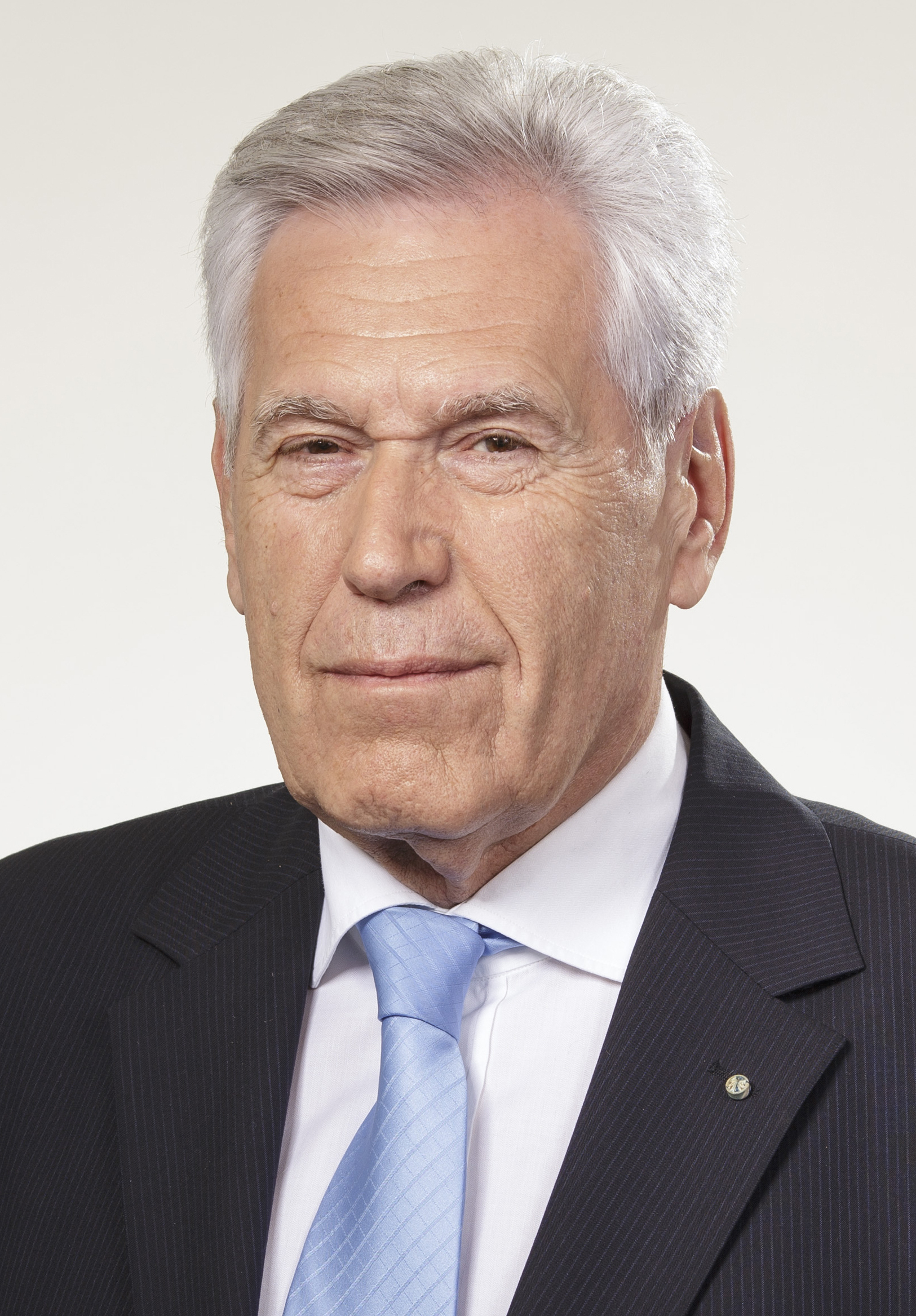
グロス（2012年）

ミヒャエル・グロース（Michael Glos、1944年12月14日 - ）は、ドイツの政治家。所属政党はキリスト教社会同盟（CSU）。
2005年より2009年まで、第1次メルケル内閣で経済・技術相を務めた。

## 経歴
バイエルン州ウンターフランケン地方のブリュンナウ生まれ。中等教育修了後、家業の製粉業の修業をして1967年にマイスター試験合格。翌年プリクセンシュタットの実家の製粉所経営を継ぐ。宗派はカトリックで、夫人との間に二児がある。
1970年にキリスト教社会同盟に入党。1972年に地元に CSU 支部を設立し市議会議員に当選（‐1978年）。1975年キッツィンゲン郡議会議員に当選し、キッツィンゲン地区党代表に就任（‐1993年）。翌年ドイツ連邦議会議員に当選。ウンターフランケン地方党副代表。1987年、CDU・CSUの連合（以下「連合」と省略）議員団経済政策部会会長および連合議員団経済政策・税政担当スポークスマン（‐1990年）。1990年、経済・交通・中小企業・農業担当の議員団副団長（‐1992年）。1993年、CSU州選出議員団団長および連合議員団副団長。同年ウンターフランケン地区党代表および CSU 執行部入り。
2005年11月、大連立による CDU のアンゲラ・メルケルを首班とする政権の成立に伴い、経済・技術大臣として入閣。連邦制改革の議論において地方自治体への経済政策権限委譲に慎重な姿勢を示した。またメルケル首相同様、トルコの欧州連合加盟には基本的価値観の相違を理由に反対する立場であり、両者は「特権的協力関係」を構築すべきと主張していた。
2009年2月7日、突然ホルスト・ゼーホーファー党首に辞意を表明し、受理されて9日に辞職した。理由として CSU の刷新と自身の高齢を挙げた。なお2011年の「デア・シュピーゲル」誌とのインタビューでは、「2005年に経済大臣に就任することが決まったとき、経済省がどこにあるのかも、経済大臣がどういう仕事をするのかも知らず、それまで全く興味もなかった」と明かしている(Spiegel Online)。2013年ドイツ連邦議会選挙に出馬せず、政界を引退した。

## 人物
舌鋒の鋭さや口の悪さでも知られており、野党時代の2004年2月には同盟90/緑の党のヨシュカ・フィッシャー外相とユルゲン・トリッティン環境相を「環境スターリン主義者」「かつてのテロリスト」とこき下ろした。また同年11月、外務省が政治的・人道的理由から査証を不法発給し、結果的に東欧の売春組織に悪用された疑惑が持ち上がると、責任者のフィッシャー外相を議会審議の場で「女衒」と攻撃した。